# Röntgenschwache isolierte Neutronensterne
Röntgenschwache isolierte Neutronensterne (englisch X-ray Dim Isolated Neutron Stars, XDINS) sind Neutronensterne mit einer rein thermischen Röntgenstrahlung und einer Leuchtkraft zwischen 1030 und 1032 Erg−1. Es handelt sich bei den XDINS wahrscheinlich um Neutronensterne mit einem Alter von 100.000 bis 1.000.000 Jahren, die langsam abkühlen. Eine alternative Bezeichnung ist X-ray Thermal Neutron Stars, kurz XTINS.

## Eigenschaften
Das Röntgenspektrum entspricht dem einer Schwarzkörperstrahlung mit einer Temperatur zwischen 40 und 100 Elektronenvolt. Die Röntgenstrahlung ist sehr stabil über längere Zeiträume mit einer oberen Grenze von zwei Prozent, während sehr schwache Pulse mit Perioden zwischen 2 und 12 Sekunden gefunden wurden. Dies wird als die Rotationsperiode der Neutronensterne interpretiert. Aus der Verlangsamung der Rotationsperiode von 10−14 s/s ist auf eine magnetische Flussdichte von um die 1013 Gauß geschlossen und ein statistisches Spin-Down-Alter von einer Million Jahren berechnet worden. Die Leuchtkraft im optischen Spektralbereich ist wenigstens um den Faktor 10.000 schwächer als im Röntgenbereich. XDINS werden laut Definition nicht mit einem Supernovaüberrest in Verbindung gebracht, da diese Neutronensterne als Central Compact Objects in Supernova Remnants bezeichnet werden. Die XDINS sind auch keine Rotating radio transient, da auch lange integrierende Radiobeobachtungen keine Anzeichen für eine Radiostrahlung zeigen. Alle bekannten XDINS zeigen eine hohe Eigenbewegung, die eine relativ geringe Entfernung von weniger als 500 Parsec vermuten lässt. Im Gegensatz zu den rotationsangetriebenen Pulsaren strahlen die XDINS mehr elektromagnetische Strahlung ab als sie aus der Rotationsverlangsamung gewinnen.
Aus der Eigenbewegung und der Stoßwelle im interstellaren Medium kann der Ursprungsort der XDINS berechnet werden. Sie entstehen in nahen OB-Assoziationen und ihre hohe Raumgeschwindigkeit ist vermutlich die Folge einer Supernovaexplosion, bei der diese Neutronensternen entstanden sind. Die zurückgelegte Distanz bestätigt das typische Alter von 500.000 Jahren für diese Klasse der Isolated Neutron Stars. Es wird vermutet, dass es sich bei XDINS um die Nachfolger der Magnetare handeln könnte, deren Magnetfeld soweit zerfallen ist, dass sie keine Eruptionen in Form von Soft Gamma Repeater und ungewöhnlichen Röntgenpulsaren mehr generieren können.

## Bedeutung für die Astrophysik
Da im Gegensatz zu Pulsaren, Röntgenpulsaren und Magnetaren bei den XDINS der nackte Neutronenstern ohne eine Wechselwirkung mit einem Magnetfeld oder einem Begleiter in einem Doppelsternsystem beobachtet werden kann, besteht bei ihnen besser die Möglichkeit, die Zustandsgleichung der Materie bei Dichten um die 1012 kg/cm3 zu analysieren. Aus der Zustandsgleichung kann auch die noch nicht genau bekannte obere Massengrenze von Neutronensternen, die Tolman-Oppenheimer-Volkoff-Grenze, besser eingegrenzt werden. Daneben kann die Raumdichte der Neutronensterne besser abgeleitet werden, da im Gegensatz zu den anderen beobachtbaren Arten von Neutronensternen die XDINS isotrope Strahler sind und ihre Entdeckungswahrscheinlichkeit nicht abhängig von der magnetischen Flussdichte ist.

## Beispiele
Im Englischen auch genannt The Magnificent Seven ‚Die glorreichen Sieben‘ sind:
- RX J1856-3754
- RBS1556
- RBS1223
- RX J0806.4-4132
- RX J0720.4-3125
- RX J0420.0-5022
- 1RXS J214303.7+065419/RBS 1774

Ursprünglich wurde  MS 0317.7-6647 dazu gerechnet, bis man feststellte, dass es sich bei diesem Objekt nicht um einen Neutronenstern handelt. An seine Stelle trat später 1RXS J214303.7+065419/RBS 1774. Seit 2001 wurden keine weiteren guten Kandidaten gefunden (Stand: Anfang 2020), so dass es bei den obigen sieben Objekten blieb und sich der genannte Spitzname etablierte.